# Pontederiafamilie
De pontederiafamilie (Pontederiaceae) is een familie van eenzaadlobbige planten. Het gaat om kruidachtige water- en moerasplanten. De familie komt van nature voor in warmere gematigde streken en in de tropen, met name in de nieuwe wereld. De bekendste vertegenwoordiger is de waterhyacint (Eichhornia crassipes), die op veel plaatsen een plaag vormt. De moerashyacint (Pontederia cordata) komt ook veel voor in Europa.
Volgens de APWebsite [13 feb 2005] bevat de familie 33 soorten in de volgende 9 geslachten: Eichhornia, Eurystemon, Heteranthera, Hydrothrix, Monochoria, Pontederia, Reussia, Scholleropsis,
Zosterella.
De plaatsing van de familie in het Cronquist-systeem (1981) was in de orde Liliales.